# Costas Mandylor
Costas Theodosopoulos Mandylor, geboren als Konstantinos Theodosopoulos, (Melbourne (Victoria), 3 september 1965) is een Australische acteur van Griekse afkomst en voormalig voetballer.

## Levensloop
Mandylor was een professioneel voetballer in de teams van Griekenland en Australië, totdat hij een sportblessure kreeg aan zijn been. Hij heeft zijn carrière stopgezet, maar Costas beoefent nog altijd de sport kickboksen en traint regelmatig met zijn broer Louis Mandylor.
Hij verhuisde in 1987 naar Los Angeles om een carrière als acteur op te bouwen. Hij veranderde zijn naam Theodosopoulos in Mandylor, naar de geboortenaam van zijn moeder (Mandylaris). Mandylor was van 1997 tot 2000 gehuwd met de Amerikaanse actrice Talisa Soto. Zijn grote doorbraak in de filmwereld kwam er met zijn rol in de Amerikaanse televisieserie Picket Fences in de rol van Kenny Lacos. Hij speelde ook een hoofdrol in Saw III tot en met VI en Saw 3D, waarin hij het werk van Jigsaw overnam. Verder speelde hij in Sex and the City, Charmed, Nash Bridges, 7th Heaven en Fastlane.
Mandylor vertolkte een van de hoofdrollen in de spionage- en sciencefictiontelevisieserie Secret Agent Man uit 2000, waarvan slechts 12 afleveringen werden opgenomen.

## Filmografie
- Saw X (2023) – Mark Hoffman
- Locked In (2021) – Harris
- Saw 3D (2010) – Mark Hoffman
- An Affirmative Act (2010) – Matthew
- Hyenas (2010) – Gannon
- Torn (2010) – Steve Clay
- Sinners & Saints (2010) – Raymond Crowe
- The Cursed (2010) – Jimmy Muldoon
- Saw VI (2009) – Mark Hoffman
- Immortally Yours (2009) – Rex
- The Ball Is Round (2008) – Frank Lazaridis
- Saw V (2008) – Mark Hoffman
- Toxic (2008) – Steve
- In the Eyes of a Killer (2008) – Congressman Donaldson
- The Drum Beats Twice (2008) – Jesus
- Emma Blue (2008) – Del
- Lost Warrior: Left Behind (2008) – Frank Bisner
- Beowulf (2007) – Hondshew
- Saw IV (2007) – Mark Hoffman
- Nobody (2007) – Mortemain/Noe
- Made in Brooklyn (2007) – Joey
- Saw III (2006) – Mark Hoffman
- Payback (2006) – Billy
- The Shore (2005) – Raymond
- Sub Zero (2005) – John Deckert
- Dr. Chopper (2005) – Terrell
- The Game of Their Lives (2005) – Charlie 'Gloves' Columbo
- The Eavesdropper (2004) – Aiden Porter
- Dinocroc (2004) – Dick Sydney
- Hitters (2002) – Tony
- The Real Deal (2002) – Instructor
- Cover Story (2002) – Kevin Dodd
- Above & Beyond (2001) – Michael Amorosa
- The Pledge (2001) – Monash Deputy
- Turn of Faith (2001) – Bobby Giordano
- Intrepid (2000) – Alan Decker
- Gangland (2000) – Jared
- Stealth Fighter (1999) – Ryan Mitchell
- Shame, Shame, Shame (1999) – Mark
- My Brother Cicero (1998) – Cicero
- Shelter (1998) – Nikos Kostantinos
- Conversations in Limbo (1998)
- Double Take (1998) – Hector Stroessner/Ray Soldado
- Stand-ins (1997) – Jack Turner
- Just Write (1997) – Rich Adams
- Crosscut (1996) – Martin Niconi
- Portraits of a Killer (1996) – George G. Kendall
- Virtuosity (1995) – John Donovan
- Delta of Venus (1995) – Lawrence Walters
- Fist of the North Star (1995) – Lord Shin
- Venus Rising (1995) – Vegas
- Almost Dead (1994) – Detective Dominic Delaserra
- Fatal Past (1993) – Costello
- Mobsters (1991) – Frank Costello
- Soapdish (1991) – Mark
- The Doors (1991) – Italian Count
- Triumph of the Spirit (1989) – Avram Arouch